# Elecciones generales de la Isla de Man de 2021
Las elecciones generales de la Isla de Man de 2021 se realizaron en la mencionada dependencia el 23 de septiembre del mismo año.

## Sistema electoral
Los 24 miembros de la Cámara de las Llaves se eligen en 12 distritos electorales, en cada uno de los cuales se eligen 2 miembros. La elección es por voto múltiple no transferible en cada distrito, y los votantes tienen dos votos (aunque no se requiere que los votantes usen ambos) para los dos escaños.
El Ministro principal es nombrado después de cada elección general por nominación de la Cámara de las Llaves.

## Resultados
|                           |                                 |        |       |       |         |             |  |  |  |
| Partido                   | Partido                         | Votoe  | %     | +/-   | Escaños | +/-         |  |  |  |
|                           | Partido Liberal Vannin          | 3 138  | 5.33  | 1.03  | 1       | 2           |  |  |  |
|                           | Partido Laborista de Man        | 3 006  | 5.10  | 3.73  | 2       | 2           |  |  |  |
|                           | Partido Verde de la Isla de Man | 1 964  | 3.33  | Nuevo | 0       | Nuevo       |  |  |  |
|                           | Independientes                  | 50 806 | 86.24 | 6.04  | 21      | Sin cambios |  |  |  |
| Total de votos            | Total de votos                  | 58 914 | 100   |       |         |             |  |  |  |
|                           |                                 |        |       |       |         |             |  |  |  |
| Votos válidos             | Votos válidos                   | 32 812 |       |       |         |             |  |  |  |
| Votos en blanco y nulos   |                                 |        |       |       |         |             |  |  |  |
| Total                     | Total                           |        | 100   | -     | 24      | Sin cambios |  |  |  |
| Abstención                |                                 |        |       |       |         |             |  |  |  |
| Registrados/Participación | Registrados/Participación       | 64 744 | 90.99 |       |         |             |  |  |  |

## Formación de gobierno
El traspaso del poder de Howard Quayle al nuevo Ministro principal, Alfred Cannan, tuvo lugar el 12 de octubre, recibiendo este último el voto de confianza de 21 de los 24 miembros de la Cámara.